# Banc de Saba
Le banc de Saba (en néerlandais : Sababank, en anglais: Saba Bank) est un récif corallien  des Antilles et un atoll immergé selon des définitions récentes,. Par sa superficie, c'est le plus grand des atolls en croissance active de l'océan Atlantique.
Il doit son nom à sa proximité avec l'île de Saba. Longtemps exploité par les pêcheurs guadeloupéens, il a été érigé depuis 2010 en parc national des Pays-Bas pour protéger cet atoll riche en biodiversité.

## Géographie
L'atoll est situé à 4,3 km sud-ouest de l'île de Saba. C'est un haut-fond corallien entièrement immergé de 2 200 km2 (mesuré à l'isobathe −200 m)— la zone protégée a  une superficie de 2 679 km2. Il fait environ 60 à 65 km de long, pour 30 à 40 km de large ; la profondeur moyenne du banc est d'environ 24 m. Il dispose d'un lagon dans sa partie orientale, la plus grande. L'atoll est un mont sous-marin s'élevant à plus de 1 000 m au dessus du fond marin environnant.

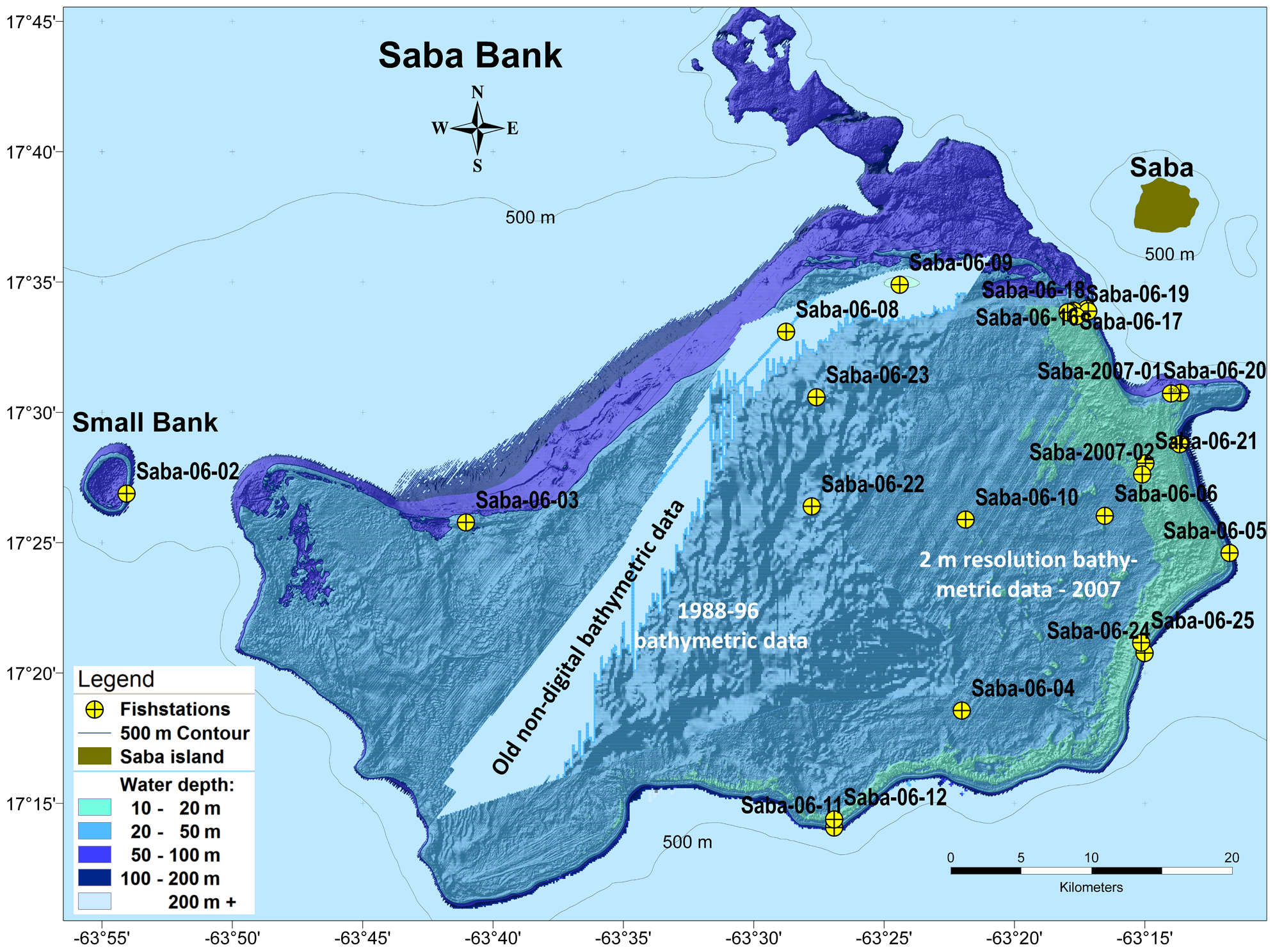
Carte bathymétrique du banc.

## Géologie

### Base volcanique
Le banc de Saba a sans doute une base volcanique, comme tous les atolls mais peu d'informations ont été recueillies sur celle-ci, si ce n'est la présence de sable noir dans la partie sud-ouest. Un forage effectué montre une séquence carbonaté sur au moins 2 500 m d'épaisseur; les roches volcaniques n'ont pas été atteintes.

### Gouffres marins
Le banc de Saba possède 20 énormes trous allant de 10 à 375 mètres de profondeur et de 70 et 1 100 mètres de diamètre. La scientifique Fleur van Duyl explique que ces gouffres sont dus à l'érosion par l'eau douce alors que l'atoll était immergé lors des dernières glaciations.

## Histoire

### Zone de pêche (1640-2010)
Selon des guides touristiques, le banc de Saba est déjà fréquenté en 1640 par des pêcheurs hollandais installés sur l'île homonyme. Il est depuis lors et jusqu'en 2010 une zone de pêche à la fois pour les pêcheurs locaux, mais aussi pour ceux venus de Guadeloupe. Le banc de Saba, secteur à revendication contestée est parfois alors le théâtre d'incidents entre ses derniers et les autorités de l'île (destruction de matériel de pêche, etc). Une étude de l'IUCN indique que si le banc de Saba reste en 2010, l'une des zones de pêche les plus riches en poisson de la Caraïbe, les taux de population ont néanmoins baissé.

### Zone protégée (depuis 2010)

#### Parc National
Le banc est déclaré zone protégée le 15 décembre 2010 par le gouvernement néerlandais et la création d'un parc national est annoncée. Ce statut est définitivement acquis en 2012. La partie ouest du parc se situe dans les eaux territoriales néerlandaises, le reste dans la zone économique exclusive des Pays-Bas.

#### Classements internationaux
Le site est classé zone maritime particulièrement vulnérable en 2012 par l'Organisation Maritime Internationale, un organe de l'O.N.U.
En 2012 également, le parc est inscrit comme une aire marine protégée du protocole SPAW, mis en place par le secrétariat programme des Nations unies pour l'environnement.
Le banc est inclus dans la partie Nord du Sanctuaire Yarari

## Environnement

### Faune et flore

#### Oiseaux de mer
Les oiseaux de mer viennent sur le banc pour s'y nourrir. On y trouve principalement le phaéton à bec rouge, la frégate superbe, la sterne fuligineuse et la sterne bridée.

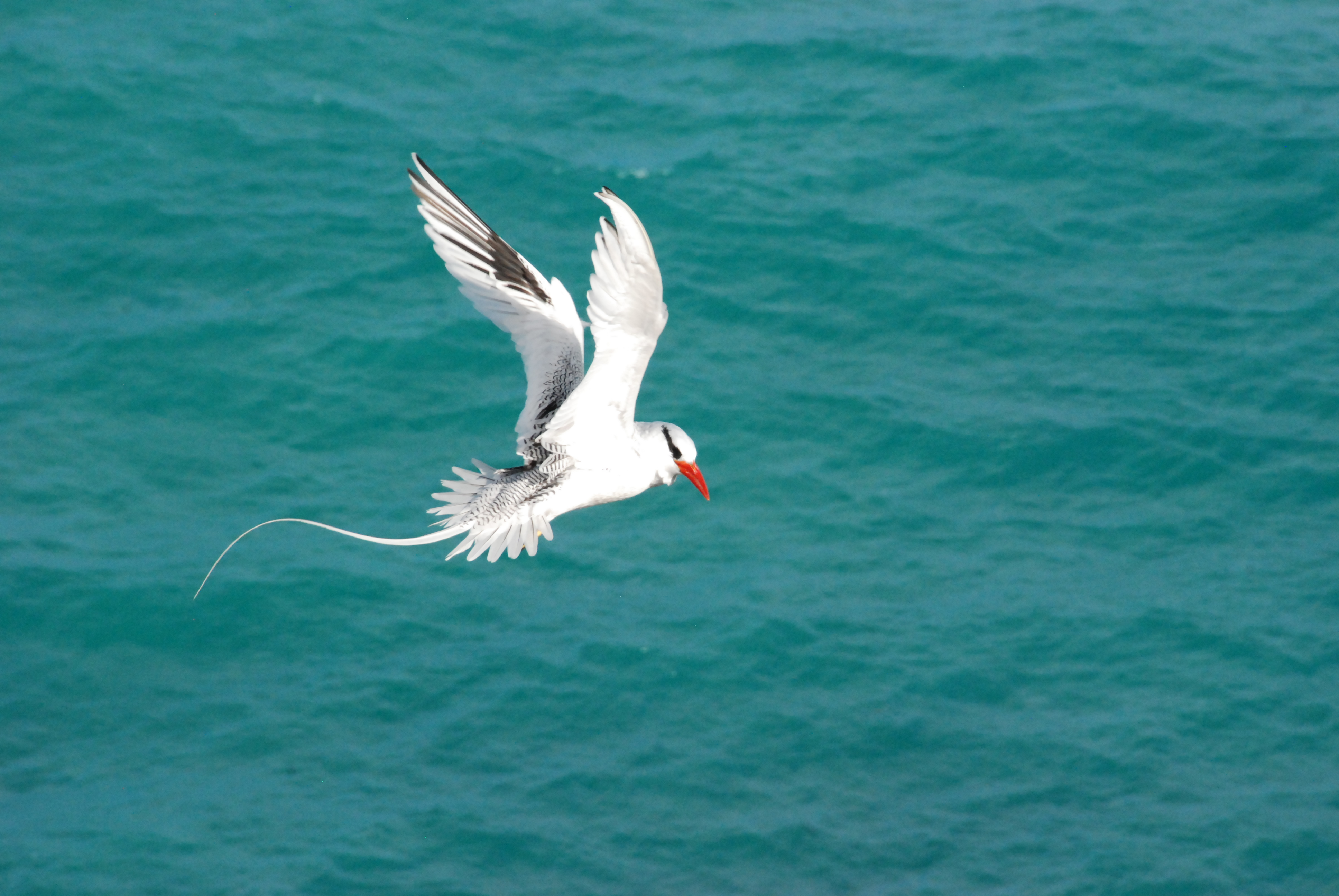
Phaeton à bec rouge
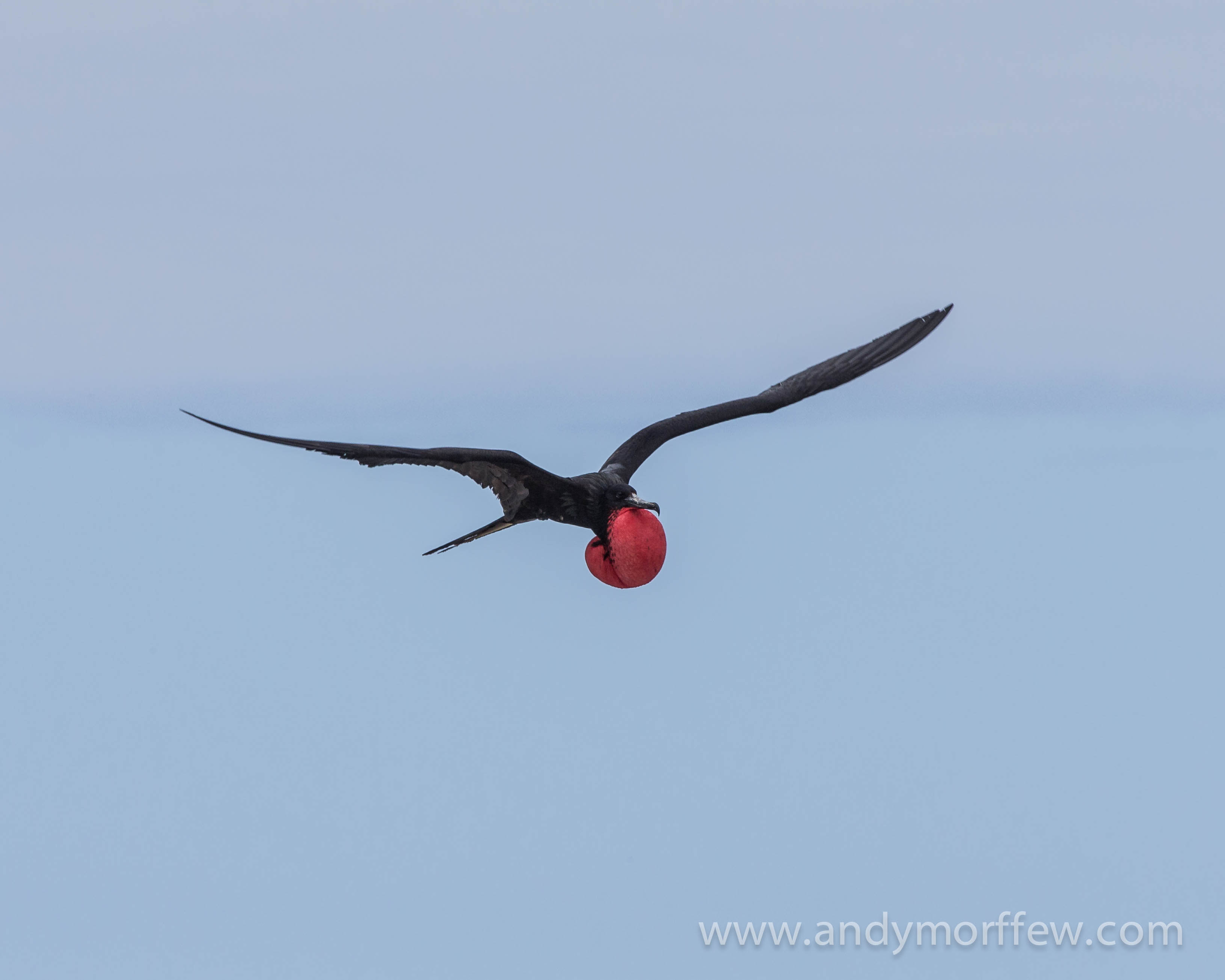
Frégate magnifique
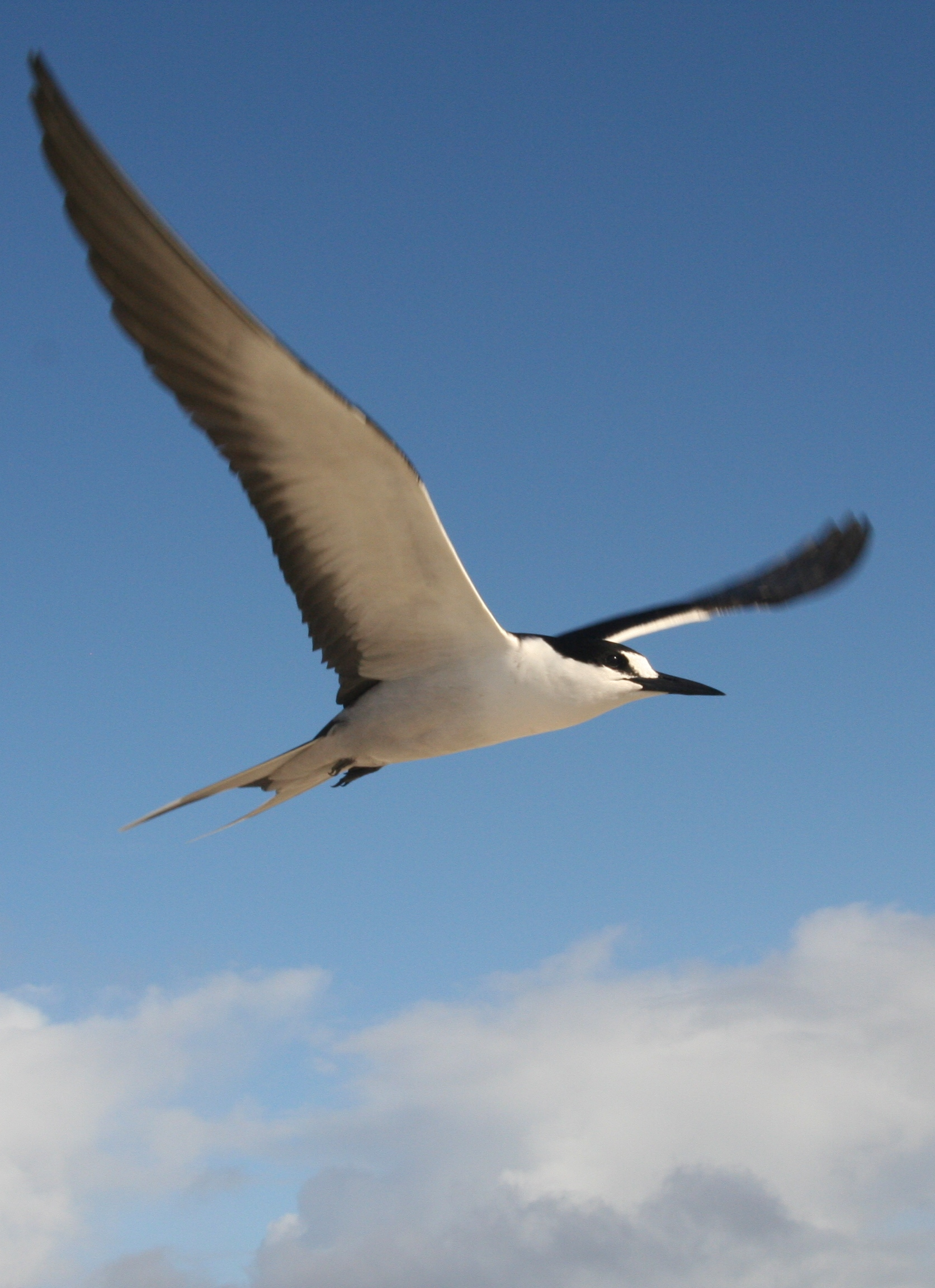
Sterne fuligineuse
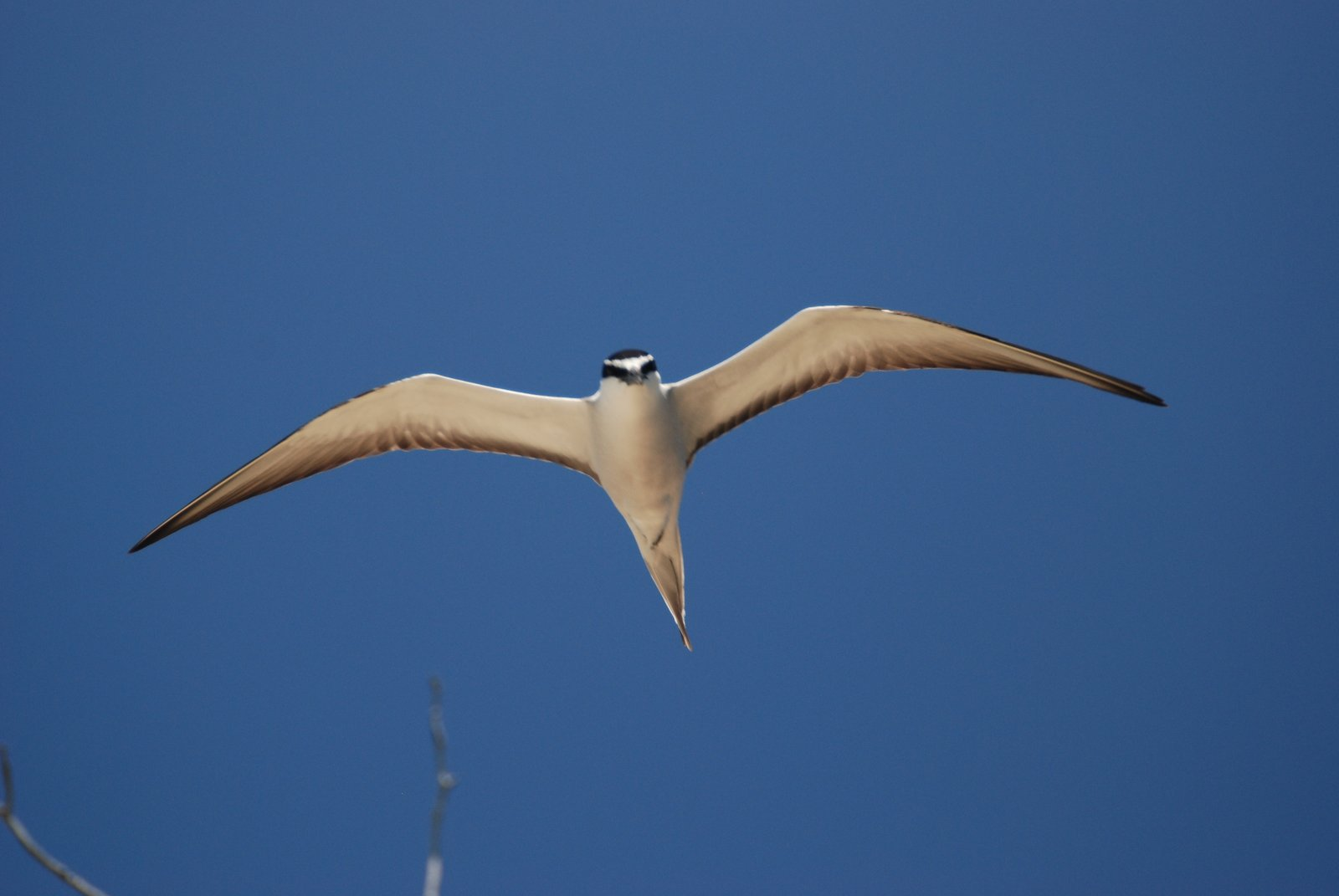
Sterne bridée

#### Coraux durs et gorgones

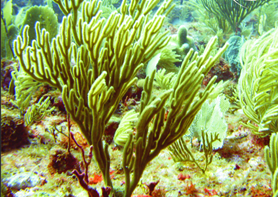
Gorgone plumeuse du banc de Saba

Les récifs coralliens du sud-est du banc sont riches en termes de couverture et de diversité de coraux durs et de gorgones. Le récif en croissance depuis des milliers d'années présente une importante complexité structurelle : bandes assez larges (jusqu'à 2 km), double récif dans certaines zones. De plus petites colonies sont présentes dans le lagon. Le banc de Saba constitue probablement la plus grande zone de récifs coralliens des Caraïbes néerlandaises.
Les octocoralliaires, en particulier les gorgones, bénéficient des conditions du site exposé à la houle et au courant des Antilles: une cinquantaine d'espèces y vit.

#### Poissons
Le site présente une grande diversité pour les poissons: on estime qu'entre 320 et 400 espèces différentes de poissons vivent sur le site. La présence assez importante de requins et de poissons prédateurs témoigne du bon état général de l'écosystème.

#### Éponges

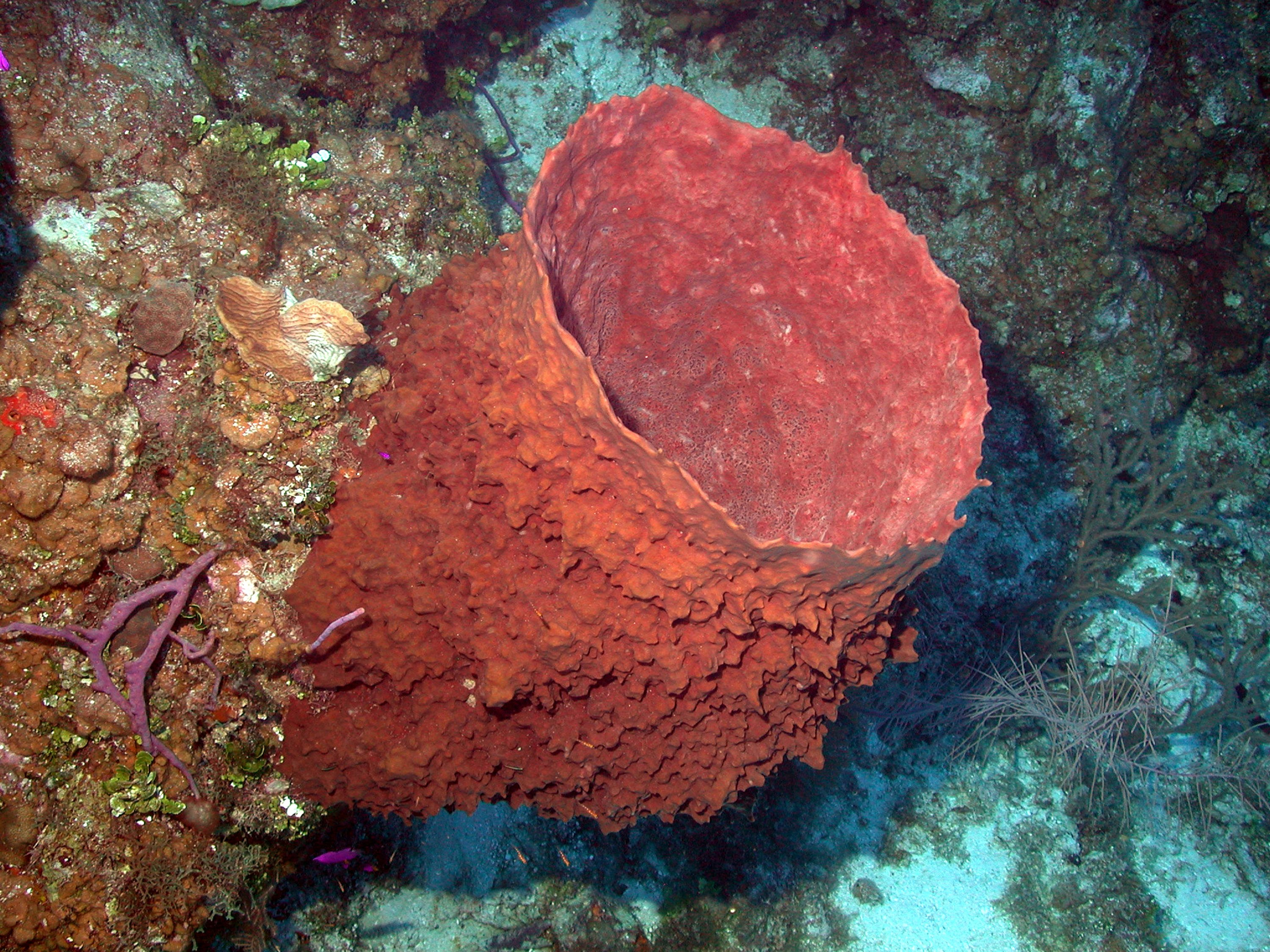
Éponge barrique

L'atoll immergé est également un important réservoir de biodiversité pour les éponges. Une population importante et en bonne santé d'éponges barriques peut y être observée.

#### Mammifères
Des cétacés fréquentent le site, expliquant l'intégration du banc dans le Sanctuaire Yarari.

#### Algues
Le banc de Saba présente la plus grande diversité observée d'algues marines de toutes les Caraïbes. La taille et la gamme d'habitats étendues du site expliquent cette richesse. Les algues sont à la base de la pyramide alimentaire et nourrissent de nombreuses espèces.

#### Tortues
Plusieurs espèces de tortues sont présentes sur le banc: tortue imbriquée, tortue luth, et caouane.

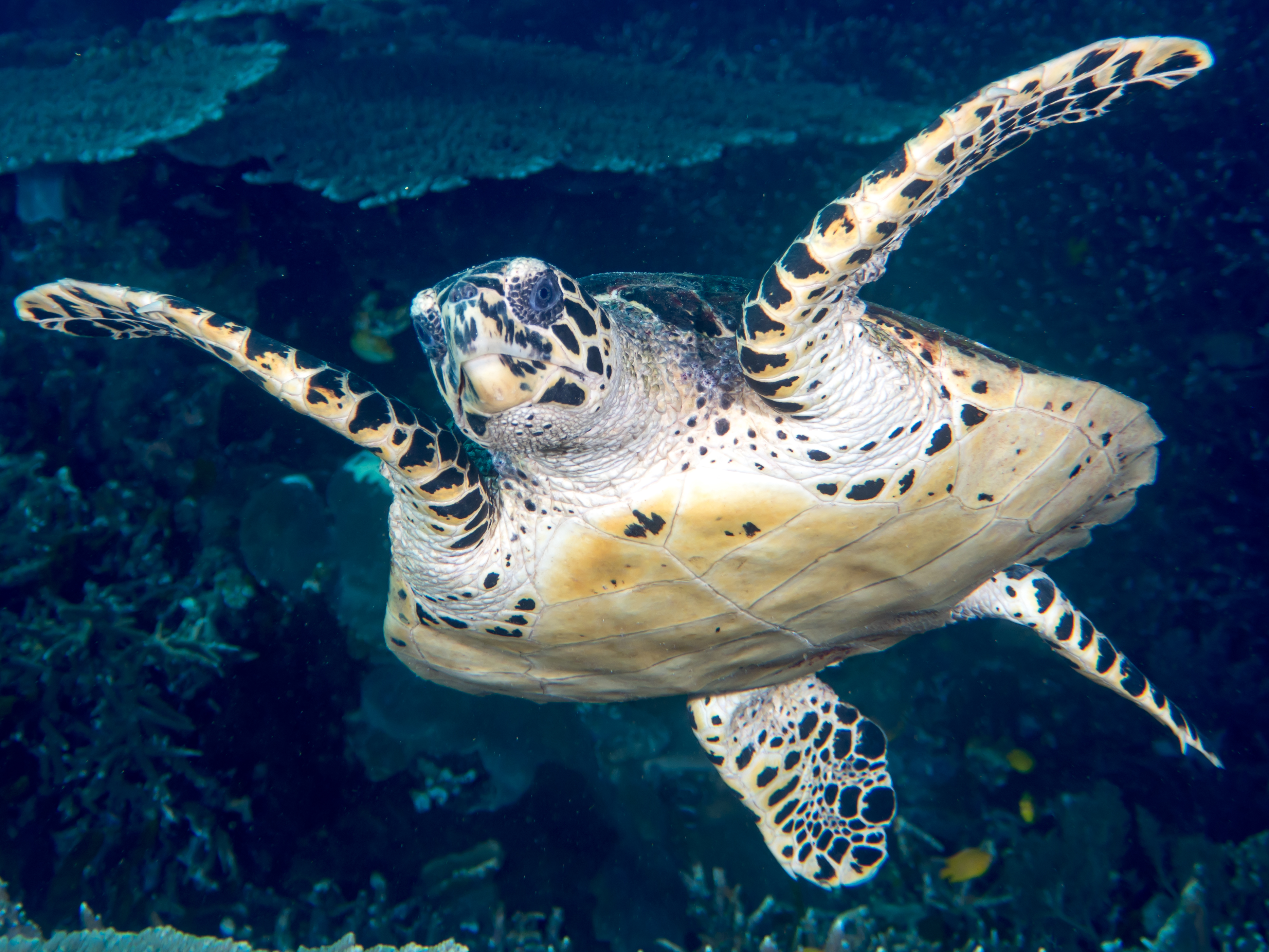
Tortue imbriquée
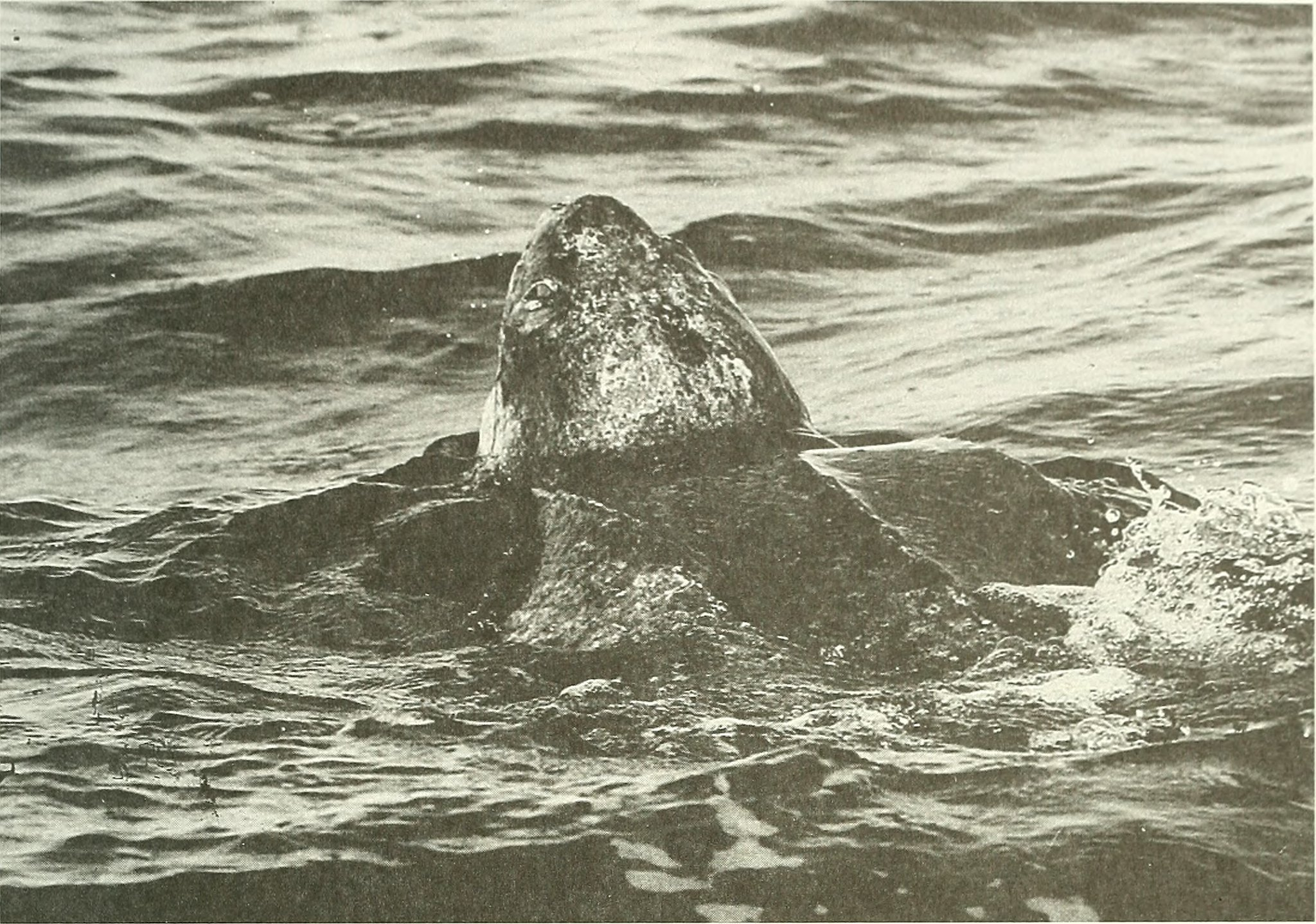
Tortue luth
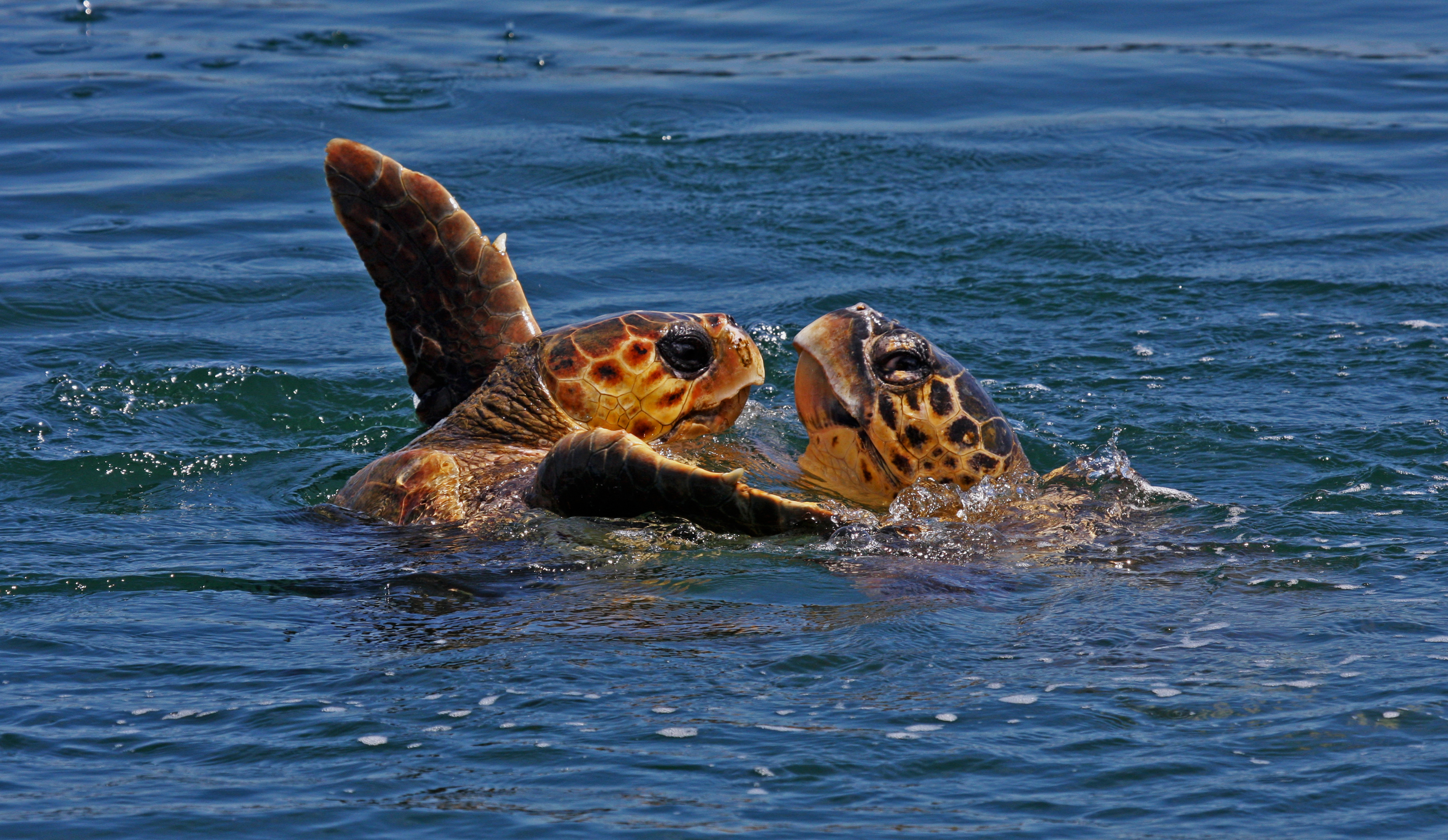
Tortue caouane

#### Requins
On trouve sur le banc des requins-nourrices, des aiguillats cubains, des requins gris, des requins-tigres et des sagres-chiens.

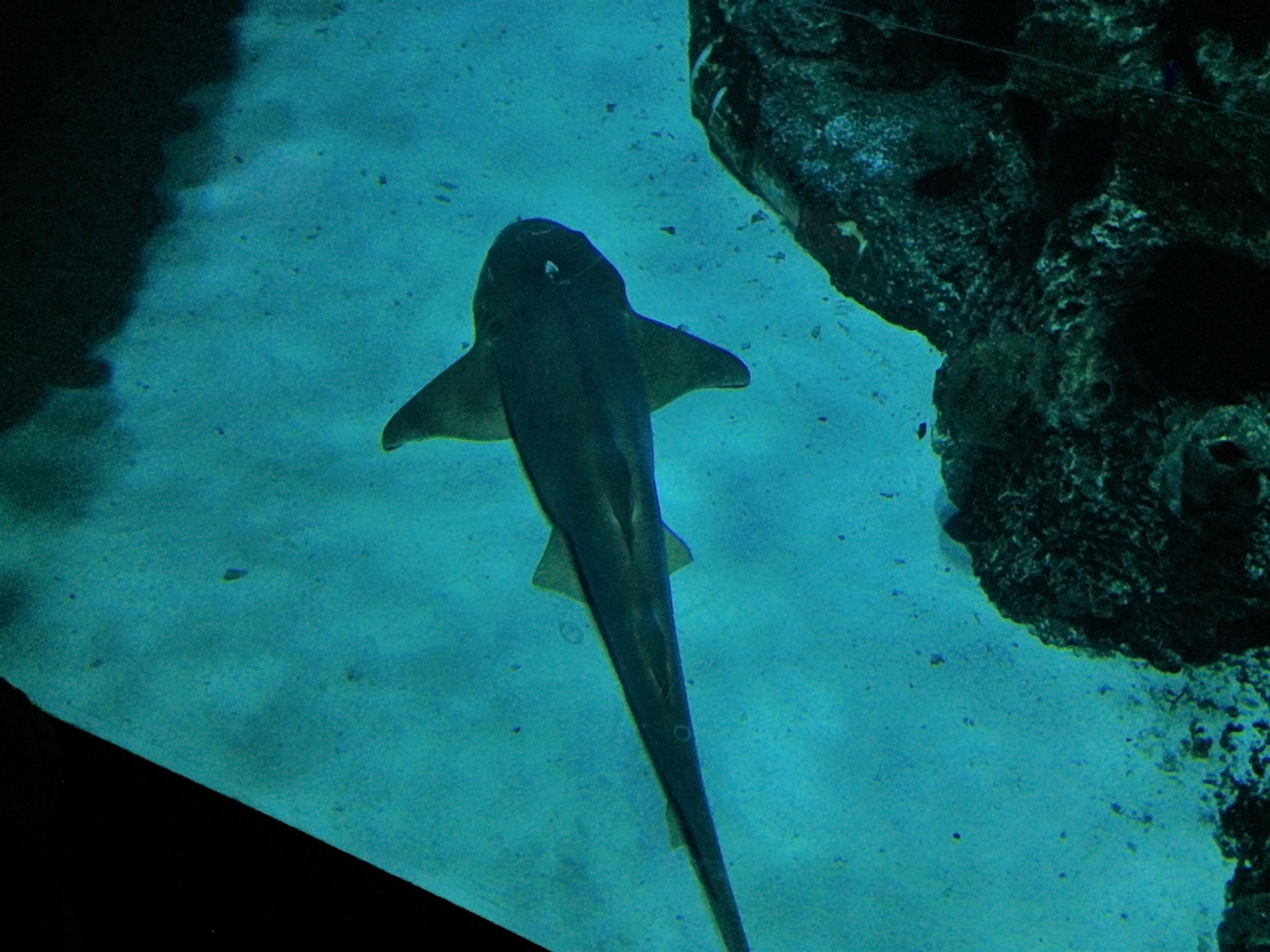
Requin nourrice
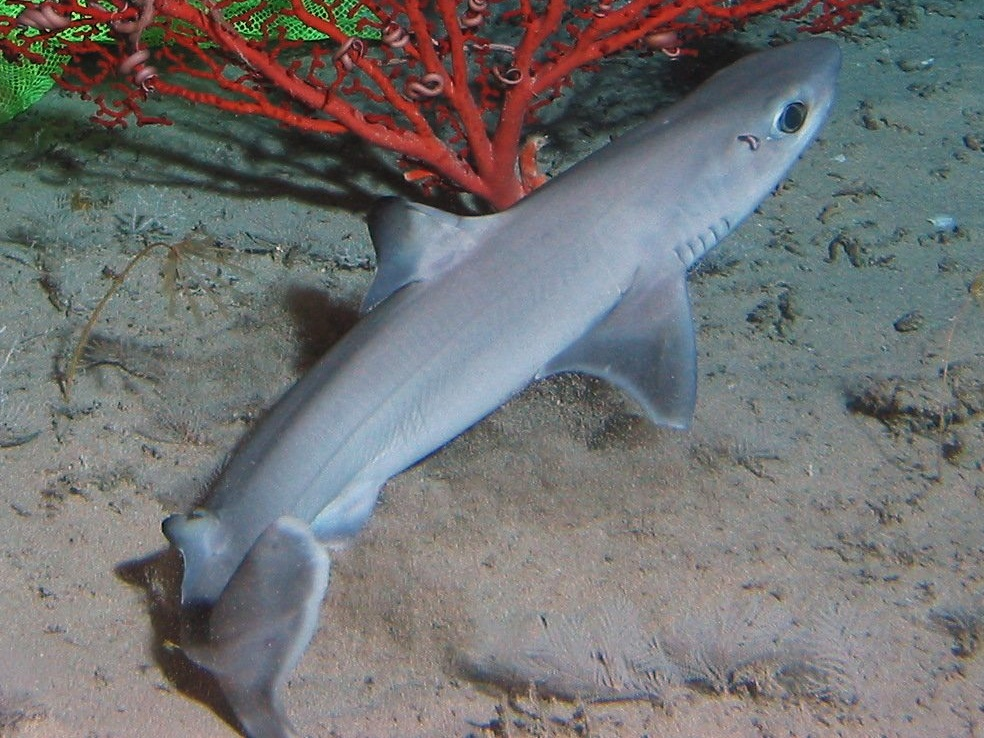
Aiguillat cubain
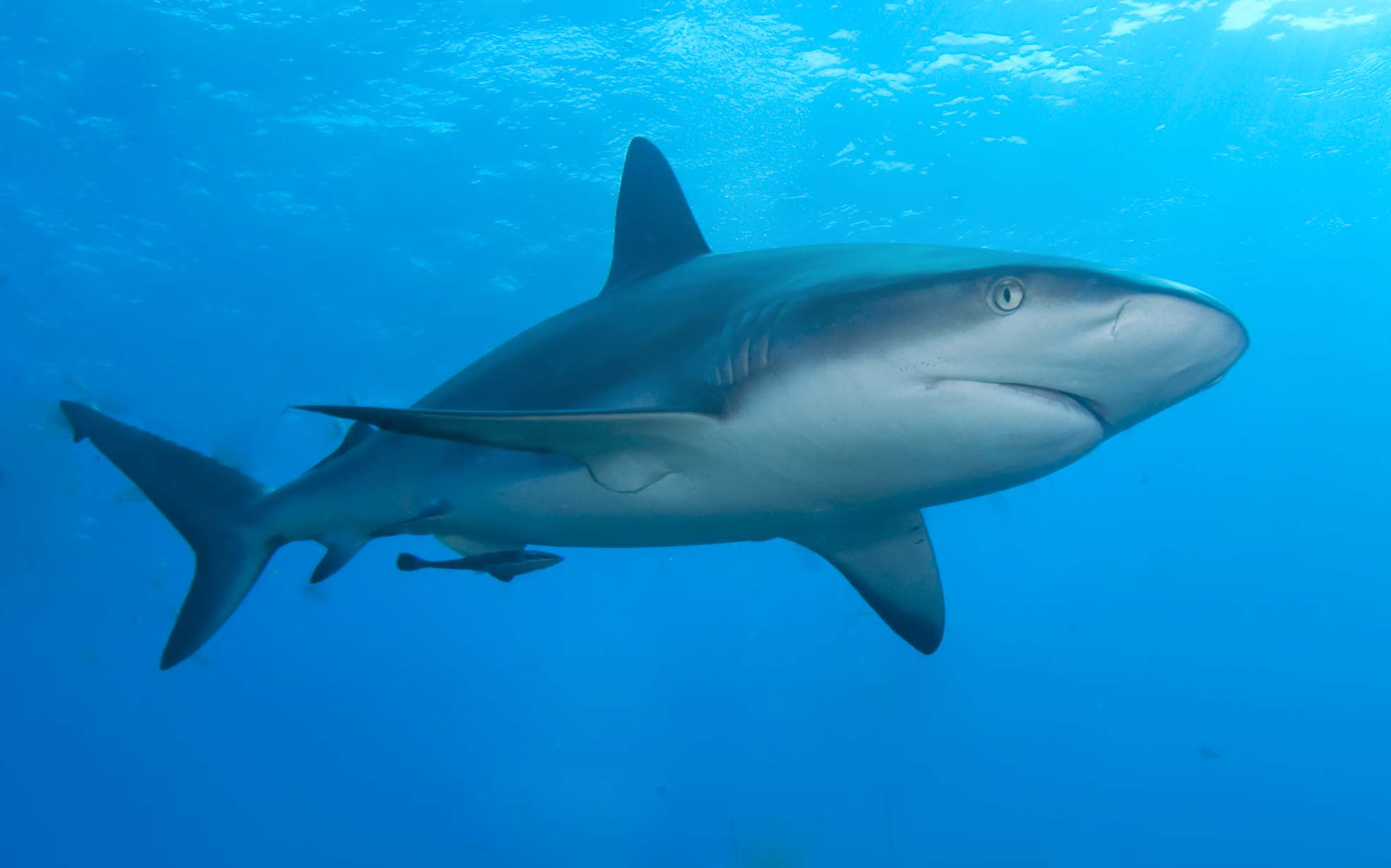
Requin gris (ou de récif)
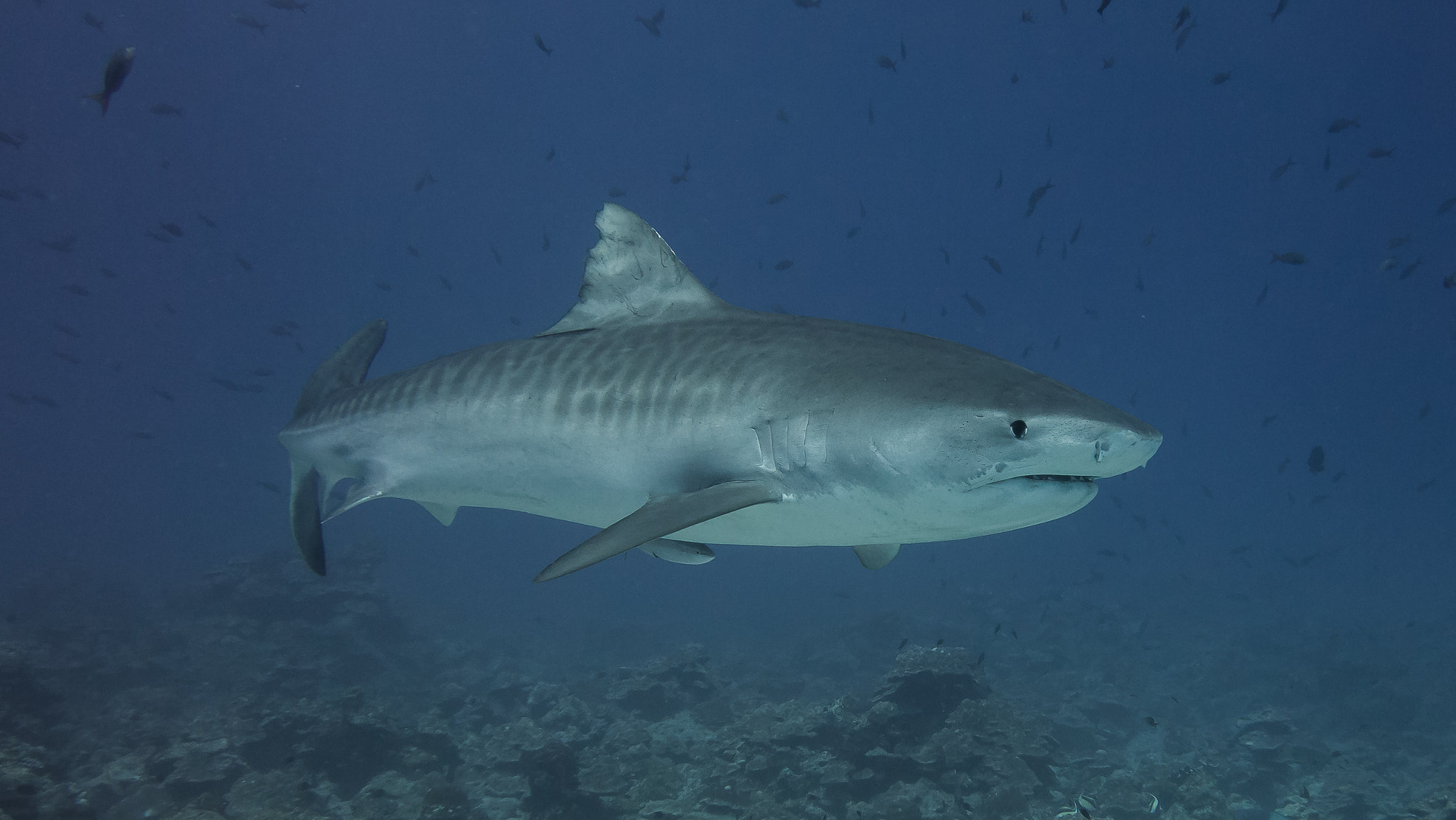
Requin tigre
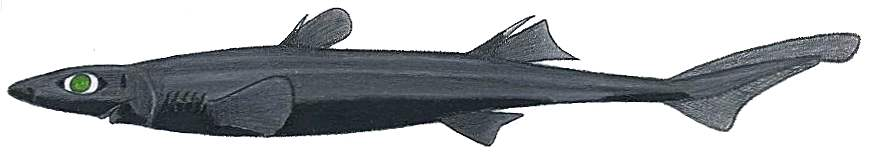
Sagre chien

### Réglementation du parc national
Il est interdit aux navires sauf exception de mouiller dans le parc national. La pêche n'est possible que pour les capitaines détenant une licence valable pour le banc.